# Otacilia luna
Otacilia luna là một loài nhện trong họ Phrurolithidae.
Loài này thuộc chi Otacilia. Otacilia luna được miêu tả năm 1994 bởi Kamura.